# Magna Kruger
Magna Kruger (ur. 6 kwietnia 1962 w Dewetsdorp) – południowoafrykańska pisarka fantasy tworząca w języku angielskim.

## Życiorys
Urodziła się 6 kwietnia 1962 roku jako młodsza córka Pieta i Denese Kotzé z domu Foster. W 1980 roku ukończyła z wyróżnieniem Christiaan de Wet Hoërskool w Dewetsdorp. Następnie studiowała nauki polityczne na Wydziale Humanistycznym Free State University w Bloemfontein, które ukończyła z wyróżnieniem. Po studiach rozpoczęła własną działalność gospodarczą; przez wiele lat prowadziła firmę Creme-de-la-Creme Properties specjalizującą się w obrocie nieruchomościami.
Magna Kruger zawsze marzyła o karierze pisarskiej. Zainspirowana twórczością J.R.R. Tolkiena (również mieszkańca Bloemfontein) pragnęła poznać złożoność duszy człowieka i ukazać to na łamach literatury. Kruger z dumą podkreśla, że urodziła się w kraju, gdzie rasa ludzka po raz pierwszy pojawiła się na Ziemi, a Nelsona Mandelę wymienia jako dobrego ducha.
Od ponad dwóch lat zajmuje się pisaniem; jej pierwsza powieść zatytułowana Immortal powstawała w okresie 18 miesięcy będąc pierwszą książką z serii Keeper Of The Gates. Obecnie Kruger pracuje nad czwartą powieścią z serii Keepers Of The Gates (docelowo pięć) oraz pisze scenariusz do swojej książki Immortal, na podstawie której zostanie nakręcony film.
Mieszka w Bloemfontein z mężem Koubusem, który jest psychologiem i dwoma synami: Stephanem i Jeanem.

## Twórczość
Seria powieści z cyklu Keepers Of The Gates
- Immortal – pierwsza powieść z[3], 2011, ISBN 1-4628-7801-6
- Gauntlet of Fire (2012)
- Ascension (2012)